# Blepharotoma nitens
Blepharotoma nitens är en skalbaggsart som beskrevs av Frey 1973. Blepharotoma nitens ingår i släktet Blepharotoma och familjen Melolonthidae. Inga underarter finns listade.